# José da Silva Chaves
José da Silva Chaves (* 15. Mai 1930 in São Domingos) ist ein brasilianischer Geistlicher und emeritierter römisch-katholischer Bischof von Uruaçu.

## Leben
José da Silva Chaves empfing am 8. Dezember 1955 die Priesterweihe für das Bistum Uruaçu.
Papst Paul VI. ernannte ihn am 29. November 1967 zum Weihbischof in Uruaçu und Titularbischof von Rusubbicari. Der Erzbischof von Goiânia, Fernando Gomes dos Santos, spendete ihm am 11. Februar des nächsten Jahres die Bischofsweihe; Mitkonsekratoren waren José Newton de Almeida Baptista, Erzbischof von Brasília und Militärvikar von Brasilien, und Francisco Prada Carrera CMF, Bischof von Uruaçu.
Am 14. Mai 1976 wurde er zum Bischof von Uruaçu ernannt. Am 3. Januar 2007 nahm Papst Benedikt XVI. sein altersbedingtes Rücktrittsgesuch an.